# パンタナル
パンタナルは、南アメリカ大陸のほぼ中央部に位置する、世界最大級の熱帯性湿地である。
パンタナルの名前の由来は、ポルトガル語の pantano（沼地）である。水文学、地質学、生態学の側面においてパンタナールは特異な性質を持つ。1982年のRADAMBRASILにおいて、パンタナル地域には12種類の生態系が存在していると定義されている。
大部分がブラジルのマットグロッソ州とマットグロッソ・ド・スル州に所属し、一部がゴイアス州、ボリビアとパラグアイにまたがる。総面積195,000平方キロメートルであり、そのうち1,878平方キロメートルが2000年に「パンタナル自然保護地域」としてUNESCOの世界遺産および生物圏保護区に登録された。また、ブラジルの3ヶ所、ボリビアの1ヶ所はラムサール条約登録地でもある。
雨季の間、パンタナルの80%以上が水没し、地球上で最も水量が多い平原と化す。

## 生態学
乾燥と洪水を季節的に繰り返すパンタナルのような生態系を「洪水平原生態系」と定義する。具体的にはこの生態系は水が溢れる洪水の段階から元々あった土壌の高さまで水位が下がり、乾燥状態になっていることを繰り返す。土の状態で説明すると砂から粘土、シルト状態になる。
パンタナルは、海抜80メートルから150メートルに広がる平原地帯である。1986年のCafavid GarciaとCastroの観測によると、11月から3月の間に1,000ミリメートルから1,500ミリメートルの降水量が観測される。パンタナルを流れるパラグアイ川の水位は、季節的に2メートルから5メートルの間で上下する。パンタナールのそれ以外の場所での水位の変化は、これよりも小さい。溢れ出した水の速度は非常に遅い。その理由は、植物が密生しているためである。このことは、1995年のHamiltonの研究に基づく。

### 開発と危機
パンタナルは生物多様性の宝庫であるが、農地や牧草地を開発するための野焼きを原因とする林野火災が多発しており、2020年時点で湿原の1割に相当する約1万9000平方キロメートルが焼失した。世界自然保護基金（WWF）ブラジルは生態系の破壊と煙害を警告し、自然保護団体や国際投資機関はブラジル政府に対策を求めた。ジャイール・ボルソナーロ大統領は2020年7月、アマゾン熱帯雨林とパンタナルで乾季が終わる11月まで野焼きを禁止する措置をとったが、一方で同年8月、その後も頻発する林野火災をメディアによる嘘呼ばわりしている。
2021年12月、カルフール（フランスのスーパーマーケット）のベルギー法人は、アマゾンとともにパンタナルの環境破壊を問題視し、パンタナルで飼育された牛の肉を使用しているとみられるコンビーフ、ビーフジャーキー、高級部位のカット肉などを店頭から撤去すると表明した。

## 地理

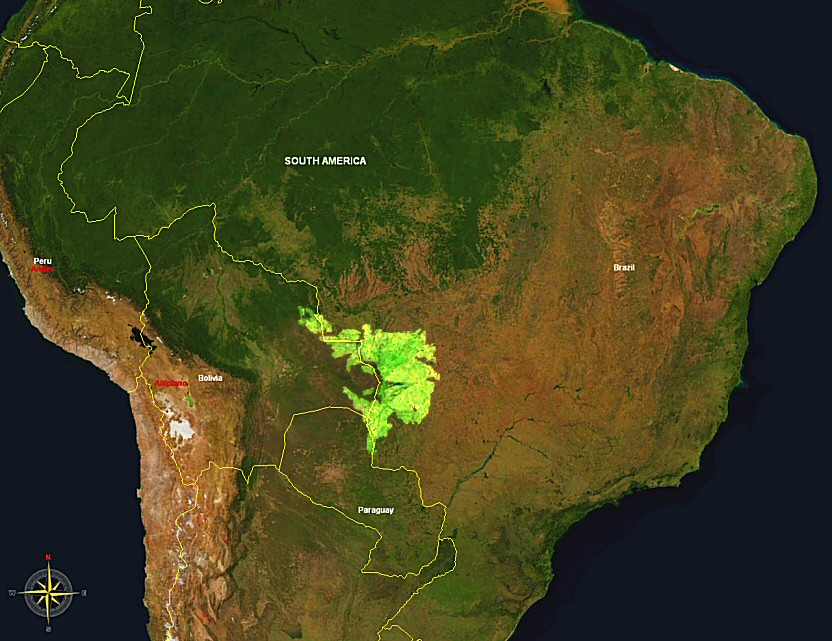

パンタナルは、巨大で緩やかな傾斜がついた、日本の本州ほどの広さの平原である。傾斜が緩やかなことにより、高原地帯（ギマラインス高原、サンタ・バルバラ山脈、ウルクム山塊など）から流れてくるパラグアイ川とその支流の水を急速に失うことなく、ゆっくりと平原から流れ出す。
パンタナルは西と北西をブラジル・ボリビアの国境に位置するチキターノ熱帯乾燥林に、南西と南をグランチャコと接することで区切られている。パンタナルから北、東、南東部にはセラードが広がる。
年間の降水量は1,000から1,400ミリメートルであるが、パンタナルの水資源を供給するのは高原地帯から流れ出すパラグアイ川である。気温は年間平均で摂氏25度であるが、年間の寒暖の差は0度から40度までと大きい。
パンタナル・マトグロッセンス国立公園、タイアマン生態系保護拠点、SESCパンタナル自然遺産私設保護区およびボリビア・パンタナルはラムサール条約登録地である。

## 植物相
パンタナルの植物相は「パンタナル・コンプレックス」と言及されるほど多様である。パンタナルの植物相にはオオミテングヤシなどの典型的なアマゾン熱帯雨林において植生する樹木、オオオニバス、サボテン、ブラジル北東部におけるセラードとセラーダン、パラグアイ、アルゼンチンにおけるチャコと呼ばれる地域に生える灌木群も観察することができる。森林は標高が高いところでは一年中生い茂る一方で、草本は水浸しになった場所で季節的に生えるのみとなっている。草本の生育が季節的に限定される理由は繰り返される洪水によって生育が阻まれることも一因としてあるが、より重要なのは乾季の間の水が不足することにある。

## 動物相
パンタナルには約1,000種の鳥類、約400種の魚類（この魚類の中には、ピラニアも含む）、約300種の哺乳類（この中には、カピバラも含む）と480種類の爬虫類（この中には、カイマンなどのワニも含む）がいると考えられている。
パンタナルで稀少の動物と考えられているのは、アメリカヌマジカやオオカワウソの類である。パンタナルの一部において絶滅の危機に瀕している動物としては世界で最も大きいオウム目の鳥類のスミレコンゴウインコ、カンムリノスリ、ジャガー、タテガミオオカミ、ヤブイヌ、オオアルマジロ、カピバラ、アメリカバク、オオアリクイ、クチジロペッカリー、エスキモーコシャクシギ、ナンベイヒメウなどが挙げられる。

## 世界遺産

### 登録基準
この世界遺産は世界遺産登録基準のうち、以下の条件を満たし、登録された（以下の基準は世界遺産センター公表の登録基準からの翻訳、引用である）。
- (7) ひときわすぐれた自然美及び美的な重要性をもつ最高の自然現象または地域を含むもの。
- (9) 陸上、淡水、沿岸および海洋生態系と動植物群集の進化と発達において進行しつつある重要な生態学的、生物学的プロセスを示す顕著な見本であるもの。
- (10) 生物多様性の本来的保全にとって、もっとも重要かつ意義深い自然生息地を含んでいるもの。これには科学上または保全上の観点から、すぐれて普遍的価値を持つ絶滅の恐れのある種の生息地などが含まれる。